# Ы
Cette page contient des caractères spéciaux ou non latins. S’ils s’affichent mal (▯, ?, etc.), consultez la page d’aide Unicode.

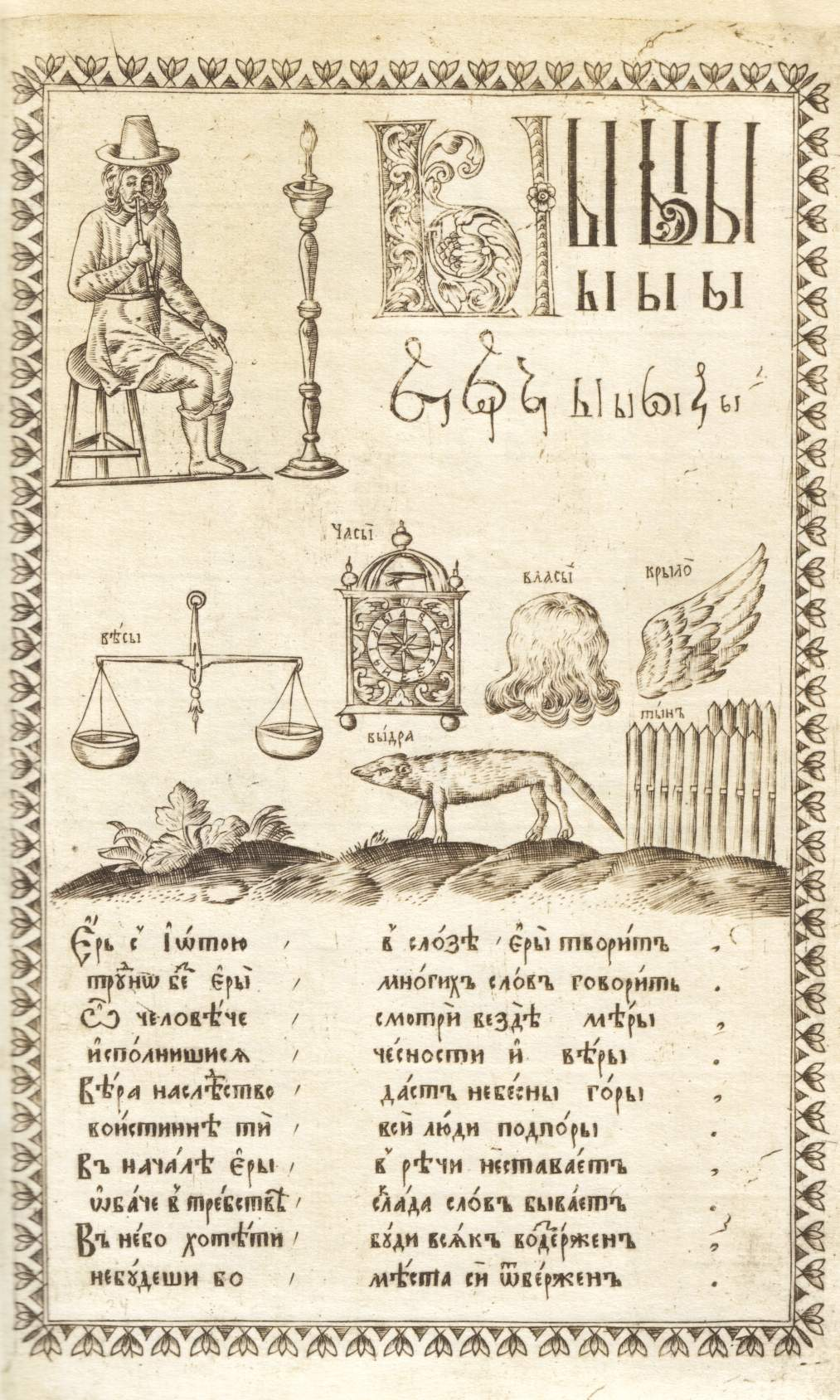
Les formes du yérou dans l’Alphabet de Karion Istomin de 1694.

Y ou yérou (capitale Ы, minuscule ы) est une lettre de l'alphabet cyrillique.

## Linguistique
Ы représente le son /ɨ/.

## Représentation informatique
- Unicode[1] :
  - Capitale Ы : U+042B
  - Minuscule ы : U+044B